# Cliff Barker
Clifford Eugene Barker (ur. 15 stycznia 1921 w Yorktown, zm. 17 marca 1998 w Satsumie) – amerykański koszykarz, złoty medalista letnich igrzysk olimpijskich w Londynie w 1948 roku.
Po pierwszym roku studiów został zwerbowany do służby wojskowej w Siłach Powietrznych Armii Stanów Zjednoczonych. Pełnił funkcję strzelca na bombowcu B–17, podczas II wojny światowej. Został zestrzelony nad Niemcami, gdzie trafił na 16 miesięcy do więzienia. Po wojnie powrócił na uczelnię.
W 1948 roku zdobył mistrzostwo NCAA z Kentucky Wildcats wraz z Wallace’em (Wah Wah) Jonesem na skrzydle, Kennym Rollinsem jako obrońcą oraz dwoma zawodnikami All-Americans: Alexem Grozą na pozycji środkowego i Ralphem Beardem. Wszyscy wymienieni wystąpili razem na igrzyskach olimpijskich w Londynie (1948), gdzie zdobyli wspólnie złoty medal.

## Osiągnięcia
Na podstawie, o ile nie zaznaczono inaczej.
NCAA
- Mistrz:
  - NCAA (1948, 1949)
  - turnieju konferencji Southeastern (SEC – 1947–1949)
  - sezonu regularnego SEC (1947–1949)
- Zaliczony do:
  - I składu turnieju SEC (1948, 1949)
  - II składu SEC (1948, 1949)

Reprezentacja
- Mistrz olimpijski (1948)